# Doing It All for My Baby
«Doing It All for My Baby» es una canción interpretada por Huey Lewis and the News, lanzada en 1987 como sencillo del álbum Fore!.
En Estados Unidos el sencillo alcanzó el número seis en el Billboard Hot 100 el 19 de septiembre de 1987 y llegó al número dos en la lista Billboard Adult Contemporary. 
La canción fue escrita por Mike Duke y Phil Cody. Duke escribió la canción y luego grabó las voces él mismo (con Huey Lewis and the News tocando partes de apoyo e instrumentos) con la intención de conseguir un contrato discográfico para su propia carrera en solitario. Cuando ese plan fracasó, Lewis decidió grabar una versión con su propia voz para el álbum Fore!.

## Video Musical
El video musical de "Doing It All for My Baby" era una parodia de las películas de monstruos y duraba más de 7 minutos. Lewis aparece como él mismo, el personaje del Dr. Frankenstein y el monstruo cantante. Drácula es interpretado por el bajista Mario Cippolina, quien se muestra colocando su propia cabeza incorpórea en un frasco sobre una mesa (la cámara luego se desplaza a lo largo de la mesa para mostrar las cabezas en frasco del resto de la banda). Cippolina también aparece como la mitad de la criatura de dos cabezas con el baterista Bill Gibson. Igor es interpretado por el tecladista Sean Hopper. El saxofonista Johnny Colla interpreta al tipo que pierde los dientes en la guitarra mientras intenta imitar a Jimi Hendrix. La sección de vientos de Tower of Power (Greg Adams, Lee Thornburg, Richard Elliot, Emilio Castillo y Stephen Kupka) se muestra encadenada a la pared del fondo tocando sus trompas mientras Lewis como Frankenstein canta en un tubo de ensayo humeante. El mánager de la banda, Bob Brown, aparece como el hombre muerto en la silla eléctrica. El video termina con Igor tontamente accionando un gran interruptor, convirtiendo al monstruo cantante en Huey Lewis y la novia del monstruo de Frankenstein gritando de horror.

## Posicionamiento en listas
| Lista (1987)                                  | Máxima posición |
| --------------------------------------------- | --------------- |
| Australia (Kent Music Report)                 | 93              |
| Canadá (RPM Top Singles)                      | 30              |
| Estados Unidos (Billboard Hot 100)            | 6               |
| Estados Unidos (Billboard Adult Contemporary) | 2               |
| Reino Unido (UK Singles Chart)                | 93              |